# Bothriocera excelsa
Bothriocera excelsa är en insektsart som beskrevs av Fowler 1904. Bothriocera excelsa ingår i släktet Bothriocera och familjen kilstritar. Inga underarter finns listade i Catalogue of Life.